# Keith Mars
Keith Mars è un personaggio della serie televisiva Veronica Mars. È interpretato da Enrico Colantoni.
Keith è il padre di Veronica Mars. I due sono molto uniti e Keith si dimostra sempre molto protettivo nei confronti della figlia. Keith è l'ex-sceriffo dell'immaginaria Contea di Balboa ed ora lavora come investigatore privato.

## Biografia
Dopo aver incolpato il popolare miliardario Jake Kane per l'assassinio di sua figlia Lilly Kane, Keith viene deposto dal suo ruolo di sceriffo. La sua credibilità subisce in seguito un altro duro colpo quando Abel Koontz confessa il crimine. Nel frattempo, per aver preso le difese di suo padre, Veronica diventa una vera e propria outsider insieme alle madre Lianne. Al contrario di Lianne che lascia Neptune, Veronica rimane con suo padre che apre una propria agenzia di investigazione privata, la "Mars Investigazioni", dove la ragazza lavora di pomeriggio come segretaria.
Alla fine dell'episodio "Come una vergine", Abel Koonts confessa a Veronica che il suo vero padre biologico non è Keith bensì Jake Kane. Veronica ha l'occasione, nell'episodio successivo "Abbaglio", di scoprire chi è il suo vero padre ma si rifiuta di aprire i risultati del test poiché crede sia meglio continuare a pensare sia Keith. Nell'episodio "Cani di razza" sarà poi Keith a fare un test di paternità e scoprire definitivamente che Veronica è sua figlia biologica.
Da quando la madre di Veronica, Lianne, ha lasciato la famiglia, Keith ha avuto tre relazioni amorose, una con la consulente della scuola di Veronica, Rebecca James, una con la madre di Wallace Fennel, Alicia Fennel, e una con una cliente, Harmony Chase. La sua relazione con Rebecca è molto breve in quanto Veronica non si trova a suo agio nel sapere che suo padre ha un'altra donna. Con Alicia la storia dura invece diversi mesi, ma finisce nell'episodio "Visita dal passato" quando Keith si arrabbia con lei perché ha mentito a Wallace sul padre biologico del ragazzo e la donna gli fa notare di non poter essere fiero dei suoi metodi educativi con Veronica. Keith comincia invece ad uscire con Harmony Chase dopo che la donna si è rivolta a lui per scoprire se suo marito la sta imbrogliando. Sebbene Keith senta dei sentimenti forti per Harmony, Veronica lo convince che è un enorme errore morale uscire con una donna sposata e la storia quindi finisce.
Dopo la rivelazione, alla fine della stagione 1, che Aaron Echolls uccise Lilly, Keith si candida per diventare sceriffo contro Don Lamb nella stagione 2. Keith perde però per pochi punti dopo che Lamb lo accusa di essere indirettamente responsabile dell'incidente del bus che ha ucciso alcuni studenti della Neptune High. Qualche anno prima infatti Keith aveva fermato l'autista dell'autobus Ed Doyle per guida in stato di ebbrezza ma non l'aveva arrestato. Ed Doyle era l'uomo che guidava il bus durante l'incidente e Lamb pensa che l'incidente non sia altro che l'atto di suicidio dell'uomo. Dopo aver perso le elezioni, Keith dice che sarà per la volta successiva, nel 2010, se non che dopo la morte di Lamb, Keith chiede al commissario della Contea di riprendere il suo posto di sceriffo.
Importante da notare che Veronica all'Hearst college prende 95 nell'esame di investigazione, mentre Keith aveva preso 97.